# Tomasz Sikora
Tomasz Sikora, född 21 december 1973 i Wodzisław Śląski, är en polsk före detta skidskytt som var aktiv åren 1993–2012. Han började träna skidskytte redan 15 år gammal och började tävla 1989. Han deltog i OS 1994, OS 1998, OS 2002 och OS 2006. 

## Meriter
Olympiska vinterspel
- 2006: Masstart – silver

 Världsmästerskap
- 1995: Distans - guld

Världscupen
- Världscupen totalt

- Världscupen, delcuper
  - 2004:
    - Distans – 3:a

  - 2006:
    - Sprint – 1:a
    - Masstart – 3:a
- Världscuptävlingar: 2 segrar (mars 2006)